# Franz Schröder (Politiker, 1884)
Franz Schröder (* 23. November 1884 in Terre Haute, Indiana, USA; † unbekannt) war ein deutscher Handwerker und Politiker (SPD).

## Leben
Schröder arbeitete als Buchdruckermeister in Dömitz, wo er eine Buch- und Papierhandlung besaß. Seit 1911 war er Mitglied der SPD, nach der Novemberrevolution wurde er in den Arbeiterrat in Dömitz gewählt. In Dömitz gehörte er auch der Bürgervertretung an. 1919 wurde Schröder Abgeordneter des Verfassunggebenden Landtags von Mecklenburg-Schwerin. 